# Kirchstraße 18 (Glebitzsch)
Unter der Adresse Kirchstraße 18 im Ortsteil Glebitzsch der Stadt Sandersdorf-Brehna in Sachsen-Anhalt befindet sich denkmalgeschütztes Wohnhaus. Im örtlichen Denkmalverzeichnis ist das Wohnhaus unter der Erfassungsnummer 094 71698  als Baudenkmal verzeichnet.
Bei dem Gebäude unter der Adresse Kirchstraße 18, südlich der 1898 errichteten Kirche, handelt um den einzig verbliebenen Rest einer großbäuerlichen Hofanlage aus dem späten 19. Jahrhundert. Bei dem Wohnhaus handelt sich es um einen zweigeschossigen Ziegelbau mit  Satteldach aus der Gründerzeit. Das Gebäude wurde, wie auch die Kirche, aus ledergelben greppiner Ziegelsteinen errichtet, hingegen besteht das Sockelmauerwerk aus Porphyr. Das Gebäude steht seit 2017 unter Denkmalschutz.